# Petak 13.
Petak 13., smatra se nesretnim danom u tradiciji zapadnog praznovjerja. Strah od broja 13 naziva se triskaidekafobija, dok se strah od petka 13. naziva paraskevidekatriaphobia. U gregorijanskom kalendaru petak 13. može se tijekom godine pojaviti od jednog do čak tri puta. Godine 2020., petak 13. pada dvaput, u ožujku i studenom, dok će 2021. i 2022. godine, taj dan biti zabilježen samo jednom, u kolovozu, odnosno, u svibnju. U zapadnom društvu postoji tolika razina praznovjerja vezana uz taj dan, da se neki ljudi drže strogih pravila ponašanja tog dana, tako da, primjerice, izbjegavaju zakazivanje važnih poslovnih sastanaka na taj dan.
Strah od petka 13. povećao je poznati tragičan događaj, koji se dogodio na taj dan 1976. godine, kada je izvjesni Daz Baxter iz New Yorka ostao cijeli dan kod kuće u krevetu iz straha da mu se ne dogodi nešto loše na taj "zlokoban" datum, da bi naposljetku pao strop na njega i usmrtio ga.

## Potencijalna objašnjenja nastanka praznovjerja
Jedno od najpopularnijih tumačenja nastanka praznovjerja vezanog uz petak 13. je da je u petak, 13. listopada 1307. godine, francuski kralj Filip IV. Lijepi dao uhititi stotinu templara, što je rezultiralo njihovim progonom, zatvaranjem u suđenjem i pogubljivanjem te naposljetku ukidanjem njihova viteškog reda. Drugo objašnjenje vezuje se iz priču iz Novog zavjeta, koja opisuje da je za vrijeme Isusove posljednje večeri sjedilo za stolom 13 osoba, nakon čega je Isus bio razapet na križu. Osim toga, trinaestim se gostom na večeri smatra Juda, koji je izdao Isusa i time navukao prokletstvo na sebe.
Vezano uz Bibliju, prije svega Stari zavjet, postoji vjerovanje kako je Eva upravo na petak 13. pojela jabuku s Drva spoznaje, te da se istoga datuma srušila Babilonska kula, a postoji i predaja da je Kain ubio Abela u petak.
Jedno od tumačenja nastanka praznovjerja vezanog uz petak 13. nalazi se i u nordijskom mitu koji pripovijeda o 12 bogova koji su večerali u Valahali, kada se pojavio 13 gost, Loki, koji je organizirao ubojstvo boga radosti. Zbog toga, čak i danas neki restorani nude uslugu 14-og profesionalnog gosta za stolom, za one koji su praznovjerni.

## U popularnoj kulturi
- Godine 1980. snimljen je američki horor film Petak 13., koji je doživio niz nastavaka i promovirao filmski lik paranormalnog serijskog ubojice Jasona Voorheesa, koji lice sakriva hokejaškom maskom i ubija velikom mačetom.

## Zanimljivosti
- Dosad je snimljeno dvanaest (12) nastavaka filmske franšize Petak 13. i još nema vijesti o snimanju trinaestog (13) filma.
- Neki hoteli drugačije označavaju hotelsku sobu br. 13. i trinaesti kat.[5] Također, mnoge stambene zgrade u svijetu nemaju 13. kat, već se taj kat označava kao 12A ili drugačije, a također, mnoge bolnice nemaju sobu br. 13.[4]
- U zrakoplovima ne postoji sjedalo s rednim brojem 13.
- Prema istraživanjima u SAD-u, svakog petka 13. bilježi se oko 900 milijuna dolara gubitaka u gospodarstvu, upravo zbog lošeg obavljanja posla zbog iracionalnog straha, dok čak oko 20 milijuna Amerikanaca na svaki petak 13. proživljava određeni strah i nesigurnost.[6]

## Vanjske poveznice
- Otkuda praznovjerje u petak 13. u mjesecu? Vjerovanje u nesretan petak 13. je praznovjerje - glas-koncila.hr
- Petak 13 kako je nastao? – Petak 13 značenje - gorila.jutarnji.hr  Arhivirana inačica izvorne stranice od 5. ožujka 2021. (Wayback Machine)
- Danas je petak 13. No znate li zašto je nesretan? - vecernji.hr
- Zašto se petak 13. smatra najnesretnijim danom u godini? - vecernji.hr
- I danas je petak 13.: Trinaest stvari o danu kojeg se bojimo - 24sata.hr
- Petak 13. – već stoljećima 'nesretan' dan - tportal.hr
- Užasni događaji koji potvrđuju da je petak 13. nesretan dan - metro.co.uk (engl.)